# Ratnasiri Wickremanayake
Ratnasiri Wickremanayake (syng. රත්නසිරි වික්‍රමනායක, tamil. ரத்னசிறி விக்கிரமநாயக்க, ur. 5 maja 1933, zm. 27 grudnia 2016 w Kolombo) – lankijski polityk, premier w latach 2000–2001 oraz 2005–2010. Pełnił również funkcje ministerialne.

## Życiorys
Urodził się w 1933 roku.
Rozpoczął w Wielkiej Brytanii studia prawnicze, działał w środowisku studenckim; pełnił funkcję przewodniczącego Stowarzyszenia Studentów Cejlonu w Wielkiej Brytanii. Nie ukończył studiów, angażując się w politykę. Po raz pierwszy został wybrany do parlamentu w 1960 r. jako członek Partii Wolności Sri Lanki. W 1970 r. objął stanowisko wiceministra sprawiedliwości, od 1977 r. był sekretarzem generalnym Partii Wolności.
Do funkcji państwowych powrócił w 1994 r. wraz z dojściem do władzy prezydent Chandriki Kumaratungi; został ministrem spraw wewnętrznych, administracji publicznej i przemysłu plantacyjnego. Pełnił także funkcję lidera Partii Wolności.
10 sierpnia 2000 po rezygnacji Sirimavo Bandaranaike objął po raz pierwszy stanowisko premiera, stając na czele rządu mniejszościowego (popieranego także przez marksistowskie ugrupowanie Janatha Vimukthi Peramuna); rząd Wickremanayake przetrwał do 9 grudnia 2001, kiedy nowym premierem został Ranil Wickremesinghe.
Po powrocie Partii Wolności do władzy w 2004 r. Wickremanayake objął tekę ministra bezpieczeństwa publicznego, do spraw buddyzmu oraz prawa i porządku w gabinecie Mahindy Rajapaksy; jednocześnie był wiceministrem obrony. 
W listopadzie 2005 Rajapaksa wygrał wybory prezydenckie i po zaprzysiężeniu powołał Wickremayanake ponownie na stanowisko premiera. Zajmował je od 21 listopada 2005 do 21 kwietnia 2010 r.; na stanowisku zastąpił go D.M. Jayaratne.
Wickremanayake miał opinię zwolennika twardej polityki wobec Tamilskich Tygrysów. Był również znany z planów zmiany polityki rodzinnej kraju, chcąc zachęcać rodziców do posiadania większej liczby dzieci.
Jego syn Vidura również został politykiem i parlamentarzystą.
Ratnasiri Wickremanayake zmarł 27 grudnia 2016 w wieku 83 lat.